# Buick Skyhawk
Buick Skyhawk — марка автомобилей, выпускавшихся с 1974 по 1989 год подразделением Buick компании General Motors в двух поколениях.

## Первое поколение (1975—1980)
Первое поколение Buick Skyhawk было представлено в сентябре 1974 года. Автомобили продавались с 1975 по 1980 год. Кузов — двухдверный пятиместный хетчбэк. Автомобили выпускались на базе Chevrolet Vega, с которым разделяли колёсную базу и ширину. В Северной Америке конкурентами являлись Toyota Celica, Datsun 200SX, VW Scirocco, Mercury Capri и Ford Mustang II. Всего выпущено 125311 моделей.

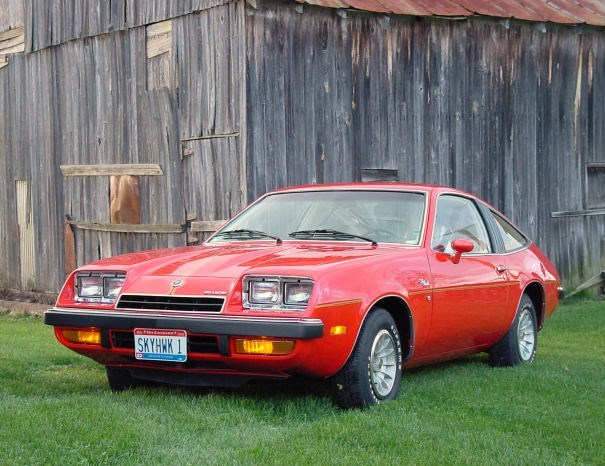
Вид спереди
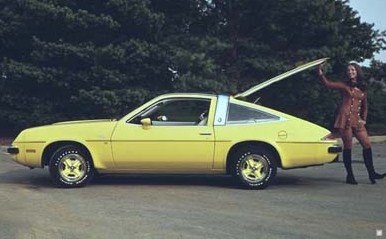
Вид сбоку

## Второе поколение (1982—1989)
Переднеприводной Skyhawk на платформе J-body был представлен в феврале 1982 года. Автомобили производились в Канзас-Сити с 1982 по 1988 год, затем до 1989 года автомобили делали в Джейнсвилле.
В 1986 году Buick Skyhawk прошёл фейслифтинг. Купе, седаны, универсалы и хетчбэки получили «скрытые фары».

К 1989 году было выпущено 23366 моделей, а в общей сложности — 529564.

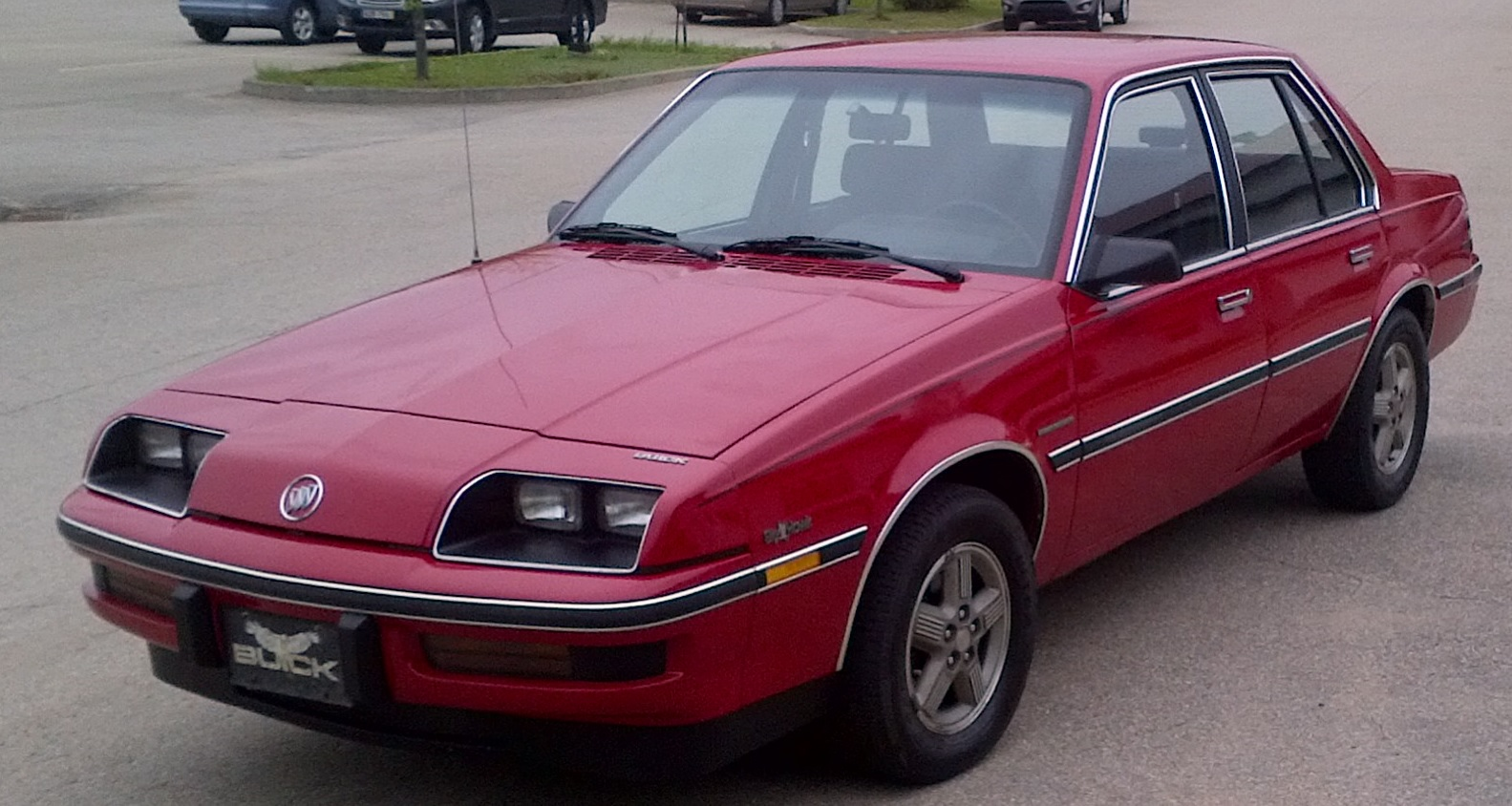
1987 Buick Skyhawk Custom
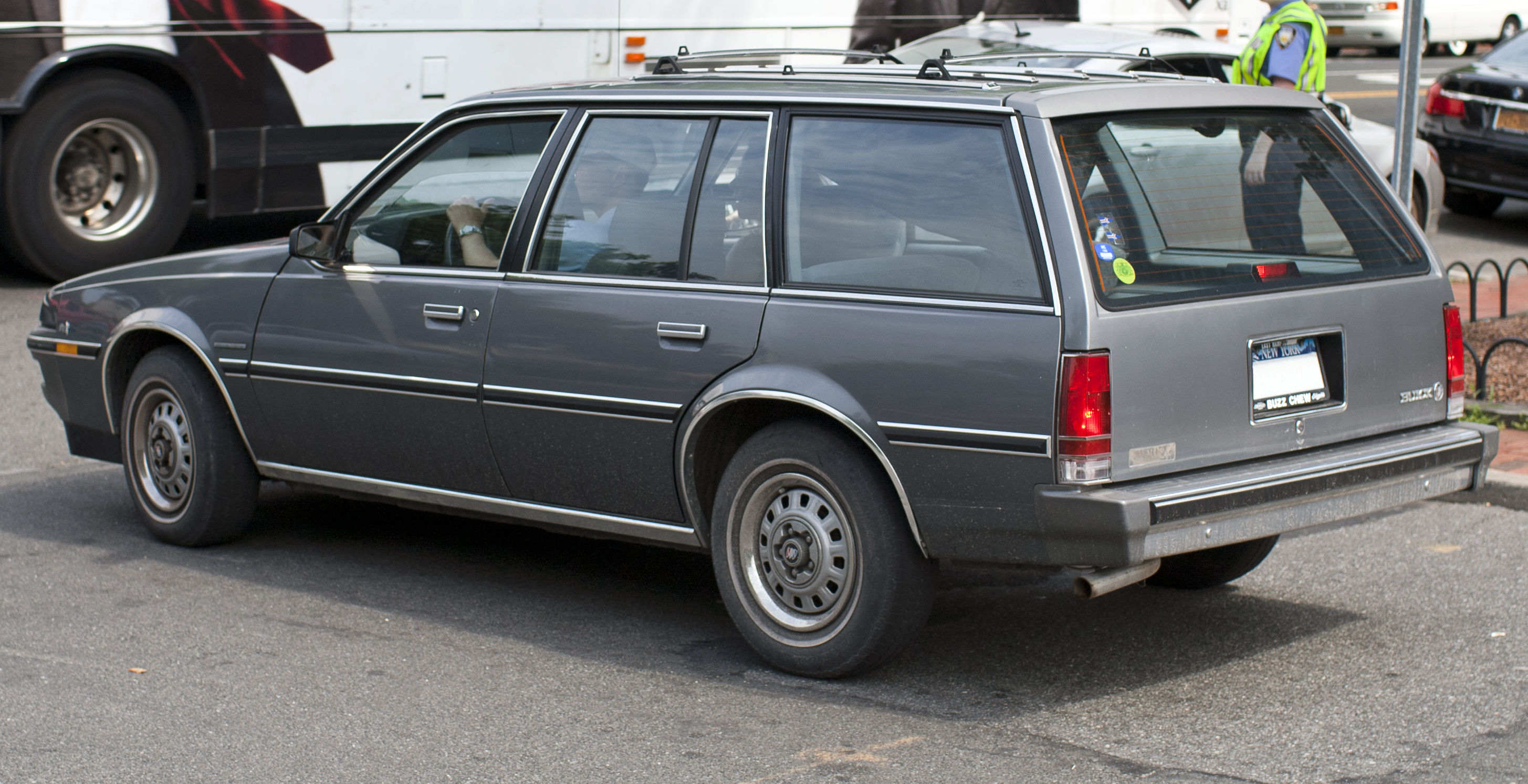
Универсал, вид сзади
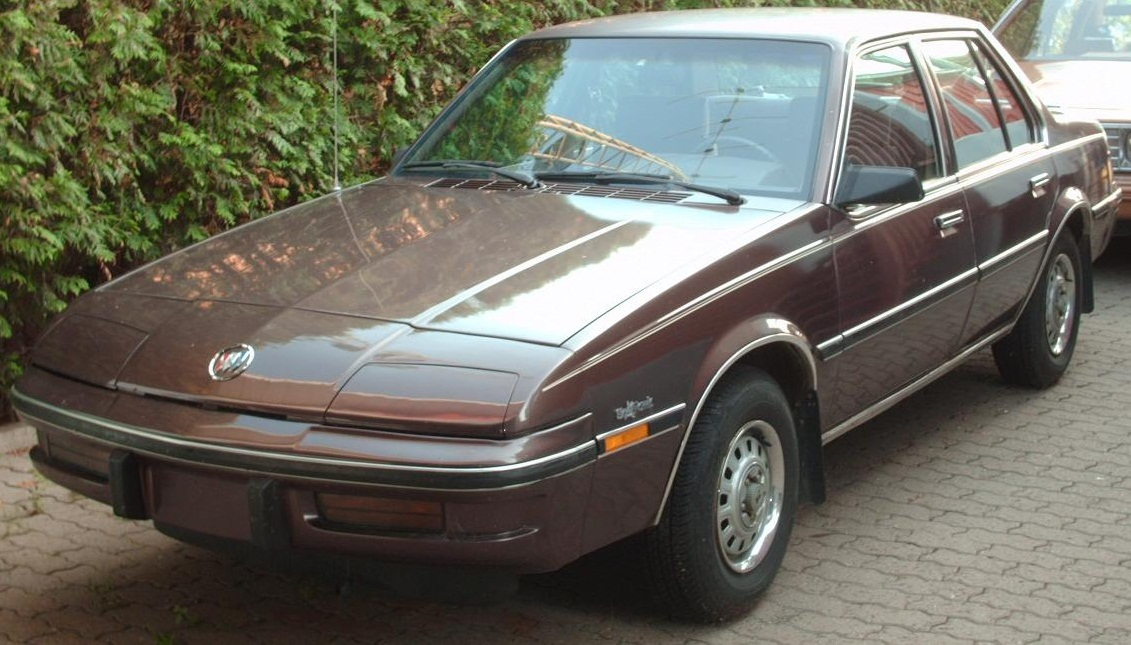
Фейслифтинг

### Продажи
|       | Купе    | Седан   | Универсал | Хетчбэк | Всего   |
| ----- | ------- | ------- | --------- | ------- | ------- |
| 1982  | 25,378  | 22,540  | —         | —       | 47,918  |
| 1983  | 32,652  | 19,847  | 10,653    | —       | 63,152  |
| 1984  | 86,077  | 45,648  | 13,668    | —       | 145,393 |
| 1985  | 49,325  | 27,906  | 5,285     | —       | 82,516  |
| 1986  | 45,884  | 29,959  | 6,079     | 9,499   | 91,421  |
| 1987  | 21,370  | 17,978  | 3,559     | 3,757   | 46,664  |
| 1988  | 13,156  | 14,271  | 1,707     | —       | 29,134  |
| 1989  | 7,837   | 13,841  | 1,688     | —       | 23,366  |
| Всего | 281,679 | 191,990 | 42,639    | 13,256  | 529,564 |

### Двигатели
- 1982: 1,8 л L46 OHV I4 (карбюратор)
- 1982—1986: 1,8 л LH8 TBI SOHC I4
- 1983—1986: 2,0 л LQ5 TBI OHV I4
- 1984—1986: 1,8 л LA5 MPFI SOHC I4, 150 л. с. (турбированный)
- 1987—1988: 2,0 л LT2 TBI SOHC I4
- 1987: 2,0 л LT3 MPFI SOHC I4, 165 л. с. (турбированный)
- 1987, 1989: 2,0 л LL8 TBI OHV I4